# 保罗·金斯巴格
保罗·亨利·金斯巴格（英語：Paul Henry Ginsparg，1955年1月1日—），美国物理学家。他因开发了arXiv电子预印网站而知名。

## 教育经历
金斯巴格毕业于纽约州赛奥西特的赛奥西特高中。 他在哈佛大学获得了物理学学士学位，之后在康奈尔大学获得了理论粒子物理的博士学位，博士论文题目为《量子场论中对称行为诸貌》（Aspects of Symmetry Behavior in Quantum Field Theory）。

## 学术生涯
金斯巴格在哈佛大学物理系担任初级研究员和教学工作至1990年。
1990年至2001年，金斯巴格在洛斯·阿拉莫斯国家实验室工作，其间，他开发了电子预印网站arXiv。 自2001年起，他担任了康奈尔大学的物理学教授和计算与信息科学教授。
他在量子场论、弦理论、共形场论和量子引力等领域发表了物理学论文。 他经常在信息时代上评论变化中的物理学世界。

## 奖项和荣誉
金斯巴格获得的奖项包括：
- 特殊图书馆协会（英语：Special Libraries Association）P.A.M.（物理-天文-数学）奖[12]
- Lingua Franca（英语：Lingua Franca (magazine)） "Tech 20"
- 麦克阿瑟奖（2002年）[13]
- 科学编辑理事会（英语：Council of Science Editors）功勋奖
- Educause（英语：Educause），ARL（英语：Association of Research Libraries）和CNI保罗·埃文斯·彼得奖[14]

他是2008-2009年拉德克利夫研究所会员，也是美国物理学会会员。2013年6月，他被授予“白宫变革先锋”称号。

## 家庭
他的妻子是数学生物学家和研究员劳拉·琼斯，二人育有两个孩子：女儿米里亚姆·金斯巴格（Miryam Ginsparg，2000年-）和儿子诺姆·金斯巴格（Noam Ginsparg，2004年-）。

## 出版物
- "Creating a global knowledge network"（页面存档备份，存于）, UNESCO Expert Conference on Electronic Publishing in Science, Paris, 19–23 February 2001, Second Joint ICSU Press
- Fluctuating geometries in statistical mechanics and field theory, Editors François David, Paul Ginsparg, Jean Zinn-Justin, Elsevier, 1996, ISBN 978-0-444-82294-9
- "First Steps toward Electronic Research Communication" （页面存档备份，存于）, Gateways to knowledge: the role of academic libraries in teaching, learning, and research, Editor Lawrence Dowler, MIT Press, 1997, ISBN 978-0-262-04159-1
- Ginsparg, P. . Journal of Neuroscience. 2006, 26 (38): 9606–9608. PMID 16988030. doi:10.1523/JNEUROSCI.3161-06.2006.
- Ginsparg, P.; Houle, P.; Joachims, T.; Sul, J. . Proceedings of the National Academy of Sciences. 2004, 101: 5236–5240. Bibcode:2004PNAS..101.5236G. PMC 387301 . PMID 14766973. arXiv:cs/0312018 . doi:10.1073/pnas.0308253100.
- Bachrach, S.; Berry, R.; Blume, M.; Von Foerster, T.; Fowler, A.; Ginsparg, P.; Heller, S.; Kestner, N.; Odlyzko, A. . Science. 1998, 281 (5382): 1459–1460. Bibcode:1998Sci...281.1459B. PMID 9750115. doi:10.1126/science.281.5382.1459.
- Freedman, D.; Ginsparg, P.; Sommerfield, C.; Warner, N. . Physical Review D. 1987, 36 (6): 1800–1818. Bibcode:1987PhRvD..36.1800F. PMID 9958364. doi:10.1103/physrevd.36.1800.
- Ginsparg, P. . Physical Review D. 1987, 35 (2): 648–654. Bibcode:1987PhRvD..35..648G. PMID 9957701. doi:10.1103/physrevd.35.648.